# Maszyna hydrauliczna
Maszyna wykorzystująca napęd hydrauliczny do swojego działania. Układ hydrauliczny zapewnia jej pracę i poprawne działanie. Zastosowany system hydrauliczny, jego budowa i skład uzależniona jest od przeznaczenia maszyny i funkcji jaką ma spełniać. zazwyczaj w sposób bardziej lub mniej rozbudowany składa się w skrócie:

## standardowa budowa układu hydraulicznego w maszynie i jego skład
elementy połączone rurkami i przewodami w obiegu zamkniętym składają się z m.in.:
- Silnik elektryczny lub spalinowy
- sprzęgło
- pompa wyporowa
- zbiornik oleju (cieczy roboczej)
- filtr oleju
- manometry, termometry, chłodnia, przekaźniki, czujniki przemieszczania się, interface (sterowanie), i inne tego typu pomocnicze dodatki
- zawory hydrauliczne (rozdzielacze, zawory bezpieczeństwa itp.)
- elementy wykonawcze (silnik obrotowy wyporowy, siłowniki
- układ elektryczny (cewki zaworowe, bezpieczniki, zbijaki awaryjne)

### przykłady maszyn hydraulicznych
- maszyny rolnicze - ciągniki, siewniki, kombajny itd.
- maszyny budowlane - koparki, podnośniki, dźwigi, ładowarki itd.
- maszyny leśne - rębaki, przyczepy, ciągniki leśne, pilarki
- maszyny produkcyjne - prasy hydrauliczne, gilotyny, urządzenia cnc, linie produkcyjne
- maszyny górnicze - młoty, wiertnice,
- maszyny drogowe - windy, przyczepy, naczepy, podnośniki koszowe, HDS'y

dodatkowo zastosowanie takich urządzeń można spotkać w przemyśle zbrojeniowym, wydobywczym, morskim, transporcie, itp.

### Obsługa, konserwacja i naprawa maszyn hydraulicznych
Bardzo ważna z racji na złożoności i budowę w skład której wchodzą elementy o szczególnie wysokiej dokładności. W celu zadbania, aby maszyna tego typu mogła być eksploatowana przez długi okres (bezawaryjnie). Operator lub obsługa powinni posiadać podstawową wiedzę i wiadomości co wchodzi w skład w/w. 

#### Obsługa i konserwacja - w jej skład wchodzą
- sprawdzanie poziomu oleju (cieczy roboczej)
- sprawdzanie konstrukcji i elementów mechanicznych
- kontrola poziomu i rodzaju hałasu
- sprawdzanie chłodnic
- kontrola temperatury podzespołów
- sprawdzanie temperatury cieczy roboczej
- kontrola stanu zanieczyszczenia filtra
- wizualna kontrola szczelności układu
- kontrola ciśnienia

#### naprawa maszyn hydraulicznych
Zakres i sposoby dokonywanych napraw, przy urządzeniach hydraulicznych przez operatora musi być ograniczony do minimum. Obsługa, czy operator powinni jedynie zgłaszać nieprawidłowe działanie lub spostrzeżenia awarii. Nieprawidłowe działanie lub potrzeba regulacji winna być wykryta w jak najszybszym czasie, aby zminimalizować ryzyko uszkodzenia podzespołów lub w ich skutek wyniknięcia większych awarii. Wszystkie naprawy powinno realizować się za pomocą wykwalifikowanych serwisów.